# Mesmont (Côte-d’Or)
Mesmont ist eine französische Gemeinde mit 253 Einwohnern (Stand 1. Januar 2022) im Département Côte-d’Or in der Region Bourgogne-Franche-Comté. Sie gehört zum Arrondissement Dijon und zum Kanton Talant. Einwohner der Gemeinde werden Mesmontoises genannt.

## Geographie
Mesmont wird umgeben von Blaisy-Bas im Norden, von Fleurey-sur-Ouche im Osten, von Remilly-en-Montagne im Süden und von Sombernon im Westen. Die größte nächste Stadt Dijon liegt 20 Kilometer östlich der Gemeinde.

## Bevölkerungsentwicklung
| Jahr                       | 1962 | 1968 | 1975 | 1982 | 1990 | 1999 | 2008 | 2012 | 2019 |
| Einwohner                  | 53   | 71   | 65   | 125  | 146  | 175  | 202  | 229  | 248  |
| Quellen: Cassini und INSEE |      |      |      |      |      |      |      |      |      |